# Бронсон (Айова)
Бронсон (англ. Bronson) — місто (англ. city) в США, в окрузі Вудбері штату Айова. Населення — 294 особи (2020).

## Географія
Бронсон розташований за координатами 42°24′32″ пн. ш. 96°12′41″ зх. д. / 42.40889° пн. ш. 96.21139° зх. д. (42.409007, -96.211358).  За даними Бюро перепису населення США в 2010 році місто мало площу 0,79 км², уся площа — суходіл.

## Демографія
Згідно з переписом 2010 року, у місті мешкали 322 особи в 113 домогосподарствах у складі 82 родин. Густота населення становила 407 осіб/км².  Було 117 помешкань (148/км²).
Расовий склад населення:
| - 97,8 % — білих - 0,6 % — корінних американців |

До двох чи більше рас належало 1,6 %. Частка іспаномовних становила 1,2 % від усіх жителів.
За віковим діапазоном населення розподілялося таким чином: 32,9 % — особи молодші 18 років, 57,5 % — особи у віці 18—64 років, 9,6 % — особи у віці 65 років та старші. Медіана віку мешканця становила 33,0 року. На 100 осіб жіночої статі у місті припадало 101,2 чоловіків;  на 100 жінок у віці від 18 років та старших — 98,2 чоловіків також старших 18 років.
Середній дохід на одне домашнє господарство  становив 69 956 доларів США (медіана — 68 750), а середній дохід на одну сім'ю — 85 442 долари (медіана — 81 000). Медіана доходів становила 44 583 долари для чоловіків та 40 455 доларів для жінок. За межею бідності перебувало 3,9 % осіб, у тому числі 0,0 % дітей у віці до 18 років та 17,6 % осіб у віці 65 років та старших.
Цивільне працевлаштоване населення становило 171 осіб. Основні галузі зайнятості: виробництво — 17,5 %, освіта, охорона здоров'я та соціальна допомога — 17,5 %, роздрібна торгівля — 15,8 %.